# Étienne-Prosper Berne-Bellecour
Étienne-Prosper Berne-Bellecour (Boulogne-sur-Mer, 29 giugno 1838 – Parigi, 29 novembre 1910) è stato un pittore, illustratore e stampatore d'arte francese. Era noto per la sua arte di guerra.

## Biografia
Berne-Bellecour nacque il 29 giugno 1838 a Boulogne-sur-Mer, in Francia. Studiò con François-Édouard Picot e Félix-Joseph Barrias. Inizialmente dipingeva paesaggi e ritratti. Ha lavorato in fotografia per mantenersi mentre studiava. Frequentò anche l'École des Beaux-Arts e gareggiò per il Prix de Rome nel 1859.
Berne-Bellecour, insieme a suo cognato Jean-Georges Vibert, produsse una commedia intitolata "La Tribune Mécanique", che fu eseguita al Palais Royal nel 1862. Presentò le sue opere in diversi Saloni negli anni 1860 e successivi.
Vinse un premio per la fotografia all'Esposizione universale di Parigi del 1867. Nel 1868 Vibert incoraggiò Berne-Bellecour a dedicarsi interamente alla pittura.
Berne-Bellecour, Vibert, Alexander-Louis Leloir e Édouard Detaille fecero un viaggio in Africa nel 1870, tornando in seguito a servire nella guerra franco-prussiana.
Berne-Bellecour prestò servizio nei franchi tiratori e vinse una medaglia per la cavalleria sotto tiro. Le sue opere successive si concentrarono su argomenti militari.
Ha anche praticato come scultore e acquafortista. Fu nominato Cavaliere della Legione d'Onore francese nel 1878.
Anche suo figlio Jean-Jacques Berne-Bellecour (1874-1939) fu un pittore militare.
Morì a Parigi il 29 novembre 1910.

## Galleria d'immagini

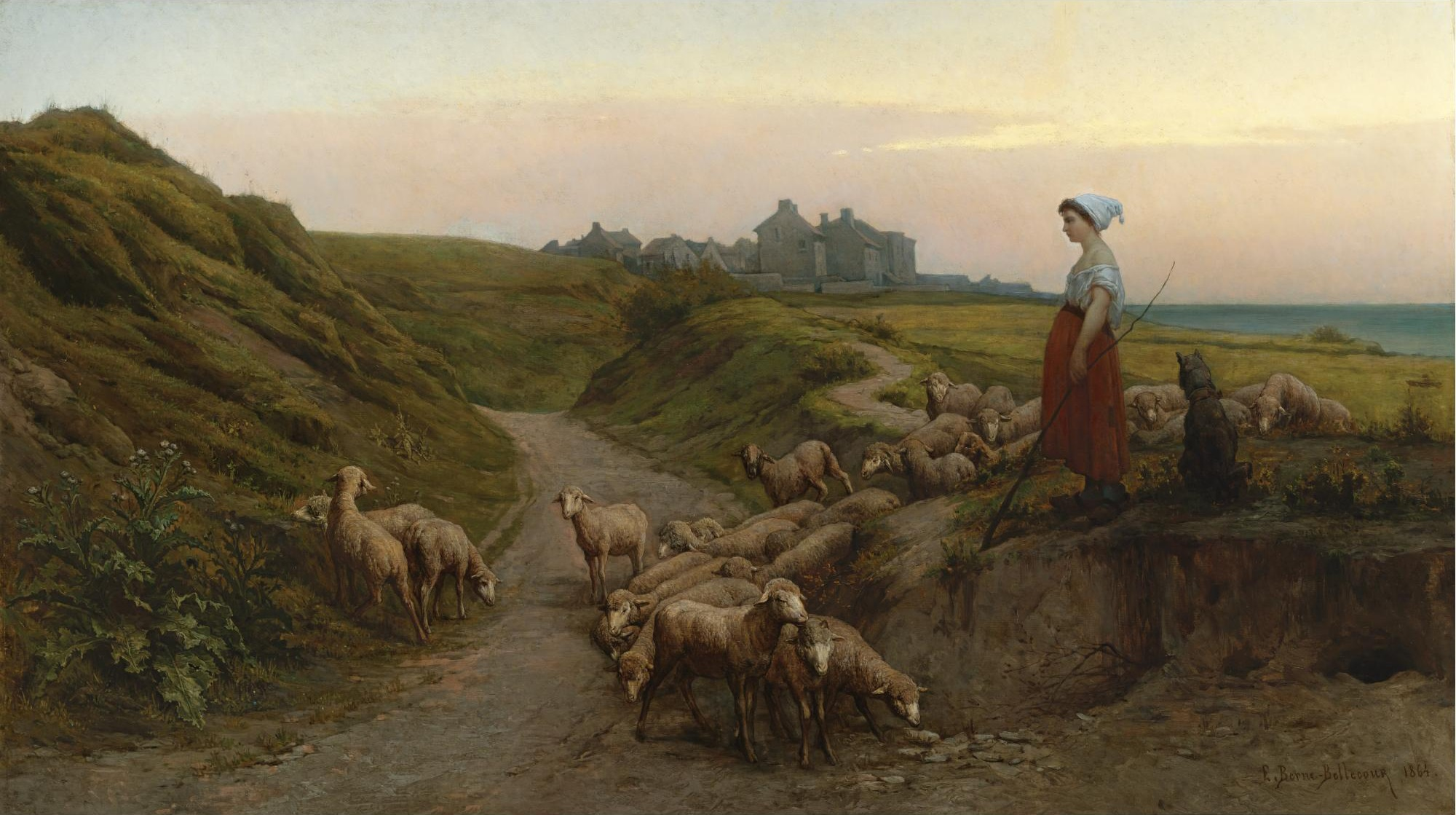
Strada bassa sulla costa della Normandia (1864)
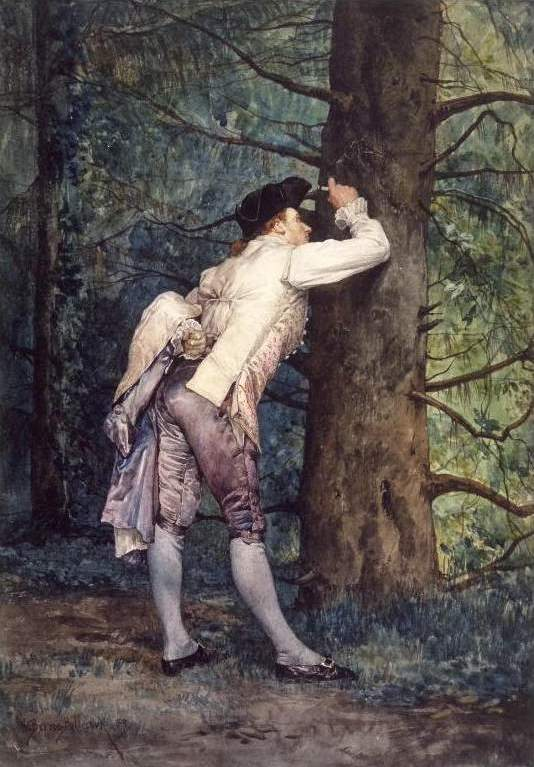
The Lover (1869)
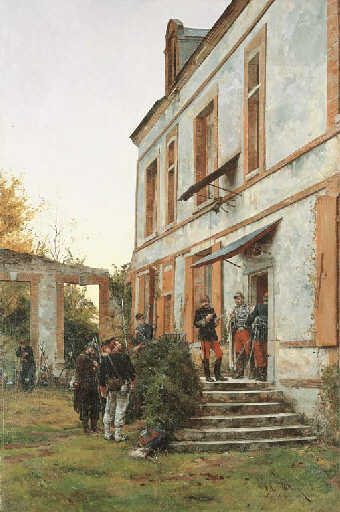
Soldiers resting (1883)
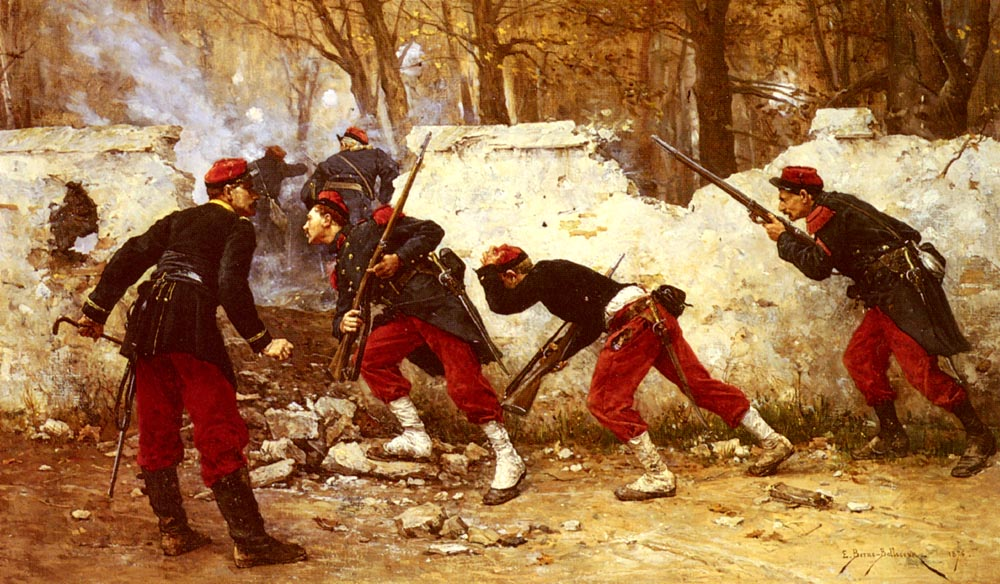
L'Attaque (1874)
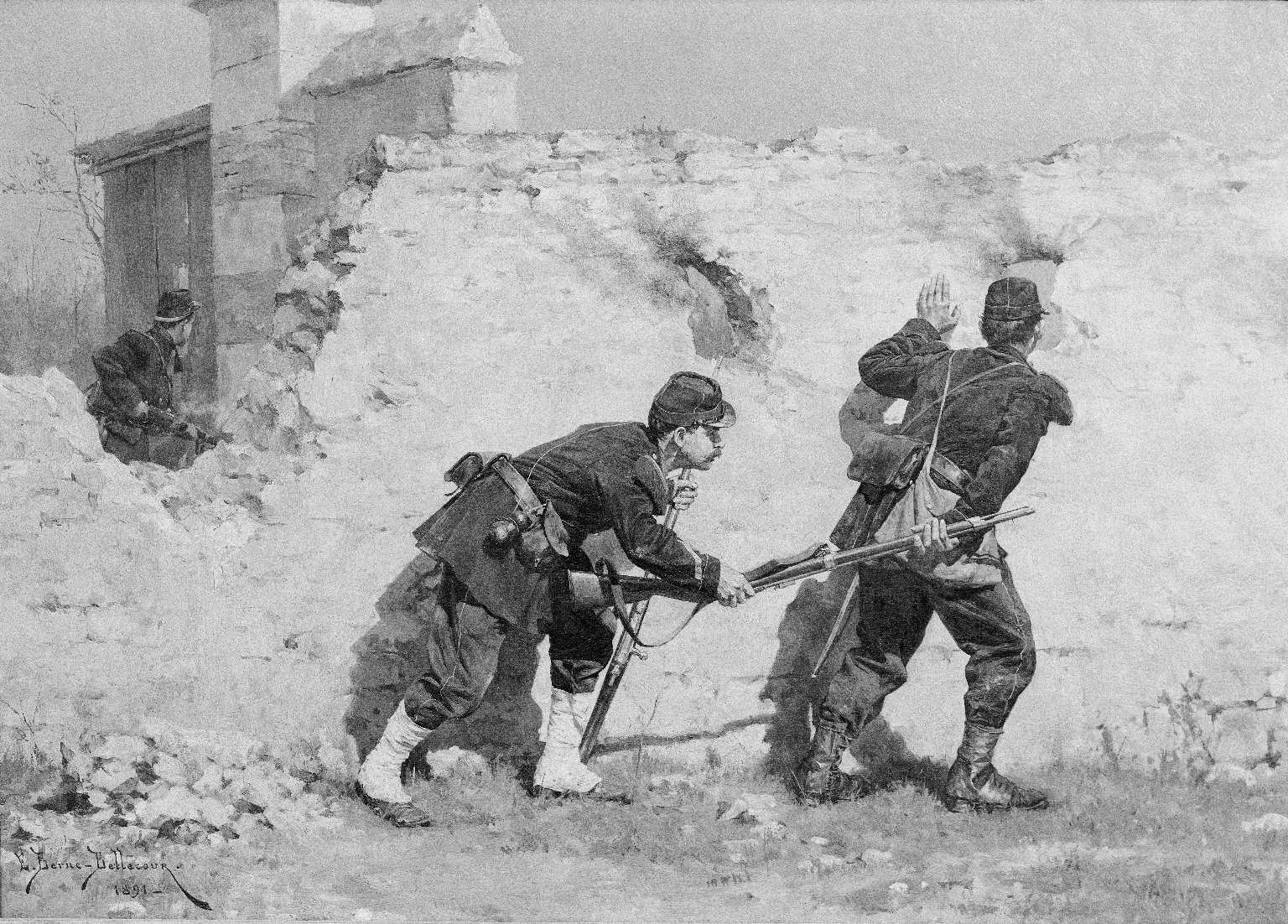
Picket Guards (1891)